# Enquéleas

Mapa do Epiro e cidades e povos vizinhos

Enquéleas ou enquélios (em latim: Encheleae; em grego: Ἐγχέλιοι/Ἐγχελεῖς; romaniz.: Enchelioi/Encheleis) foram uma tribo ilíria que viveu na Enquélia (em grego: Ἐγχέλη; romaniz.: Enchele), uma região em torno do lago de Ócrida e Lincéstida, nas atuais Albânia, República da Macedônia e Grécia. Seu nome em grego antigo significa "povo enguia" e provavelmente viveram da pesca no lago de Ócrida.
Os enquéleas estiveram frequentemente em guerra pelo domínio da região com o Reino da Macedônia que estabeleceu-se a leste. Seus vizinhos respectivamente a noroeste e norte eram os ilírios taulâncios e dardânios e a sul os dassaretas, uma antiga tribo grega.

## Mitologia
A mitologia grega atribui um progenitor aos enquéleas, um filho de Ilírico chamado Enqueleu. Diz-se que Cadmo da Fenícia e sua esposa Harmonia chegaram à Enquélia onde, após ser orientado por um oráculo, Cadmo auxiliou os enquéleas em sua guerra contra as tribos ilírias vizinhas. Após a vitória contra seus inimigos, os enquéleas escolheram Cadmo como seu rei.
Durante seu reinado, Cadmo teria fundado as cidades e Butos e Licnido e após sua morte teria sido sucedido por seu filho Ilírio ou Polidoro. Segundo Pausânias, Laodamante, rei de Tebas e filho de Etéocles, após ser derrotado pelos argivos, refugiou-se com alguns de seus conterrâneos tebanos no país dos enquéleas.

## Reino Enquéleo
Desde cedo formaram-se Estados organizados no sul da Ilíria. Há registros dum Reino Enquéleo desde os séculos VIII-VII a.C., quando teria atingido seu ápice. Nos séculos subsequentes, contudo, passaria por um lento declínio, mas não desapareceria das fontes até o século IV a.C.. Os enquélios estiveram constantemente em guerra com os gregos do norte, inclusive havendo referências na obra de Heródoto de ataques realizados contra Delfos e Tebas.